# Vesperus luridus
Vesperus luridus is een keversoort uit de familie Vesperidae. De wetenschappelijke naam van de soort werd in 1794 gepubliceerd door Rossi.